# Juan Luis Pérez
Juan Luis Pérez Rodríguez (ur. 29 czerwca 1999 w Quesadzie) – nikaraguański piłkarz z obywatelstwem kostarykańskim występujący na pozycji środkowego lub lewego obrońcy, reprezentant Nikaragui, od 2024 roku zawodnik Diriangén.
Jego rodzice pochodzą z Nikaragui.